# Jak całkowicie zniknąć
Pour plus de détails, voir Fiche technique et Distribution.
Jak całkowicie zniknąć est un film polonais de 2014 écrit et réalisé par Przemysław Wojcieszek.

## Fiche technique
- Titre original : Jak całkowicie zniknąć
- Titre international : How to Disappear Completely
- Réalisation : Przemysław Wojcieszek
- Scénario : Przemysław Wojcieszek
- Producteur :
- Production :
- Musique : Julia Marcell
- Pays d'origine :  Pologne
- Langue d'origine : polonais, allemand
- Lieux de tournage : Berlin, Allemagne
- Genre : Drame, romance saphique
- Durée : 97 minutes (1 h 37)
- Date de sortie :
  -  Pologne :
    - 28 juillet 2014 au Festival international du film Nouveaux Horizons
    - 17 avril 2015

  -  Russie : 25 mai 2015 au Wisla Festival

## Distribution
- Agnieszka Podsiadlik : Gerda
- Pheline Roggan : Mala rozbojniczka
- Tomasz Tyndyk (pl)